# 元朗市中心
元朗市中心簡稱元朗市，又稱元朗墟（即元朗新墟），位於香港新界元朗區的中心，建於花崗岩之上。山貝河將其分為東西兩邊，青山公路元朗段（一般慣稱「元朗大馬路」）又將其分成南北兩半，是元朗新市鎮的心臟地帶。

## 歷史

### 元朗墟
元朗新墟即是現時的元朗墟，位於山貝河以東，現在是元朗最繁盛的地方。

### 1970年代與元朗新市鎮
1972年政府推行大型建屋計劃，把元朗市納入市鎮擴展計劃內。因此在元朗市中心已於早年興建多層式私人大廈，故元朗市中心的樓宇一般樓齡較高，以唐樓、單幢式住宅、寫字樓或只有三四幢住宅組成的小社區為主，更加發展成像灣仔般的狹窄街道。
縱使元朗和元朗新市鎮的範圍不同，可是元朗市中心所指的都是青山公路元朗段（慣稱「元朗大馬路」）兩旁人流最多的已發展地段。因為以前的元朗市中心是墟市關係，所以那裡有著不同種類的店鋪，商業活動頻繁，亦是區內的交通樞紐。
元朗市中心著名的街道有元朗大馬路、教育路和又新街（又稱元朗食街）等。老婆餅、B仔涼粉更是知名的地道食品。

## 發展
元朗市中心的發展模式，是以青山公路為中心，在道路兩旁進行的高建發展，樓宇密度向四面八方逐漸降低，建造一個均衡發展的新市鎮，並成為元朗的區域中心。

## 交通
元朗市中心人口密度相當高，元朗大馬路全路有輕鐵自西向東貫通，由於交通擁擠，尤以上下班時間為甚，人車爭路的問題多年來都十分嚴重。

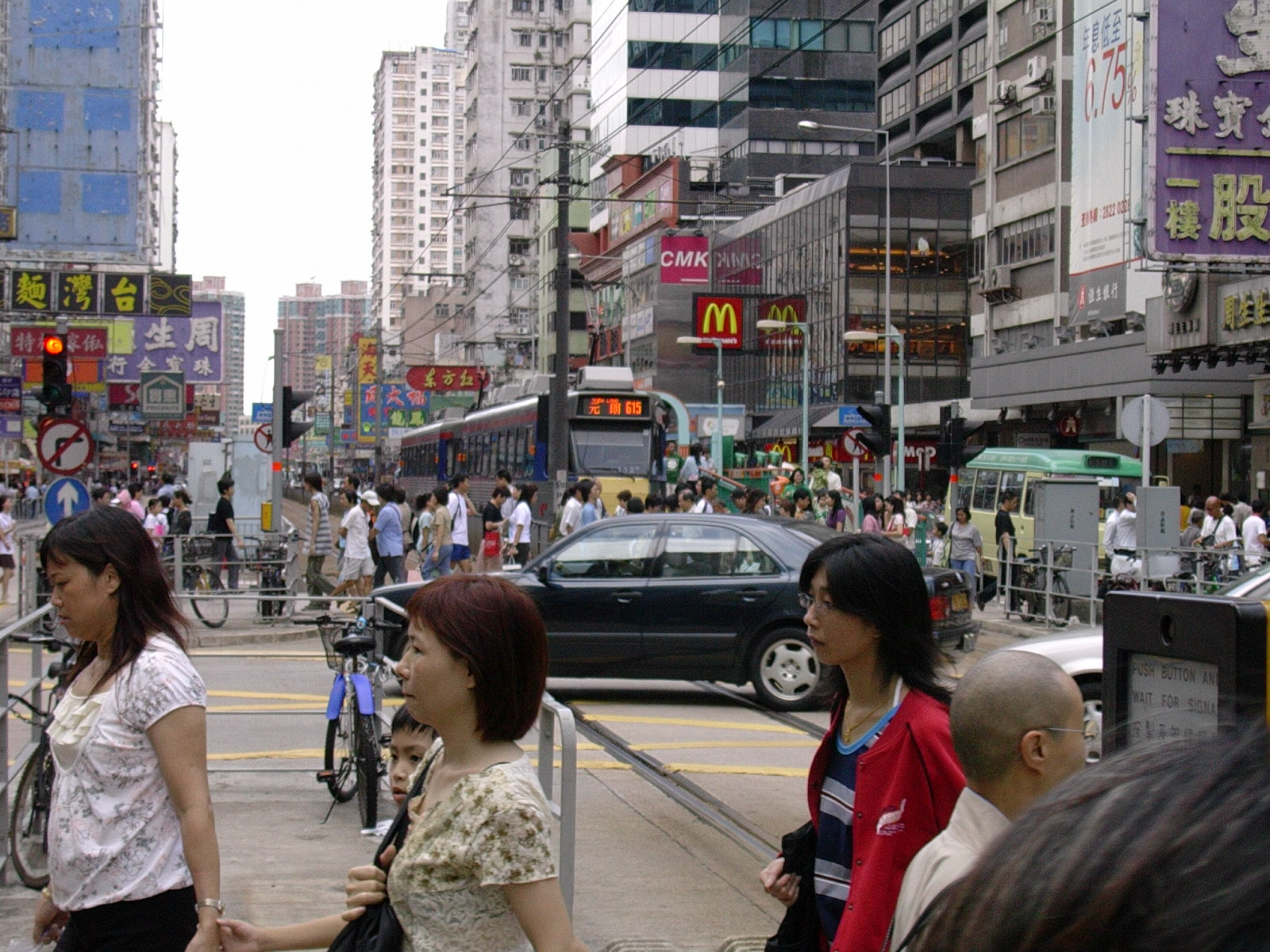
元朗市－青山公路元朗段（2003年8月）
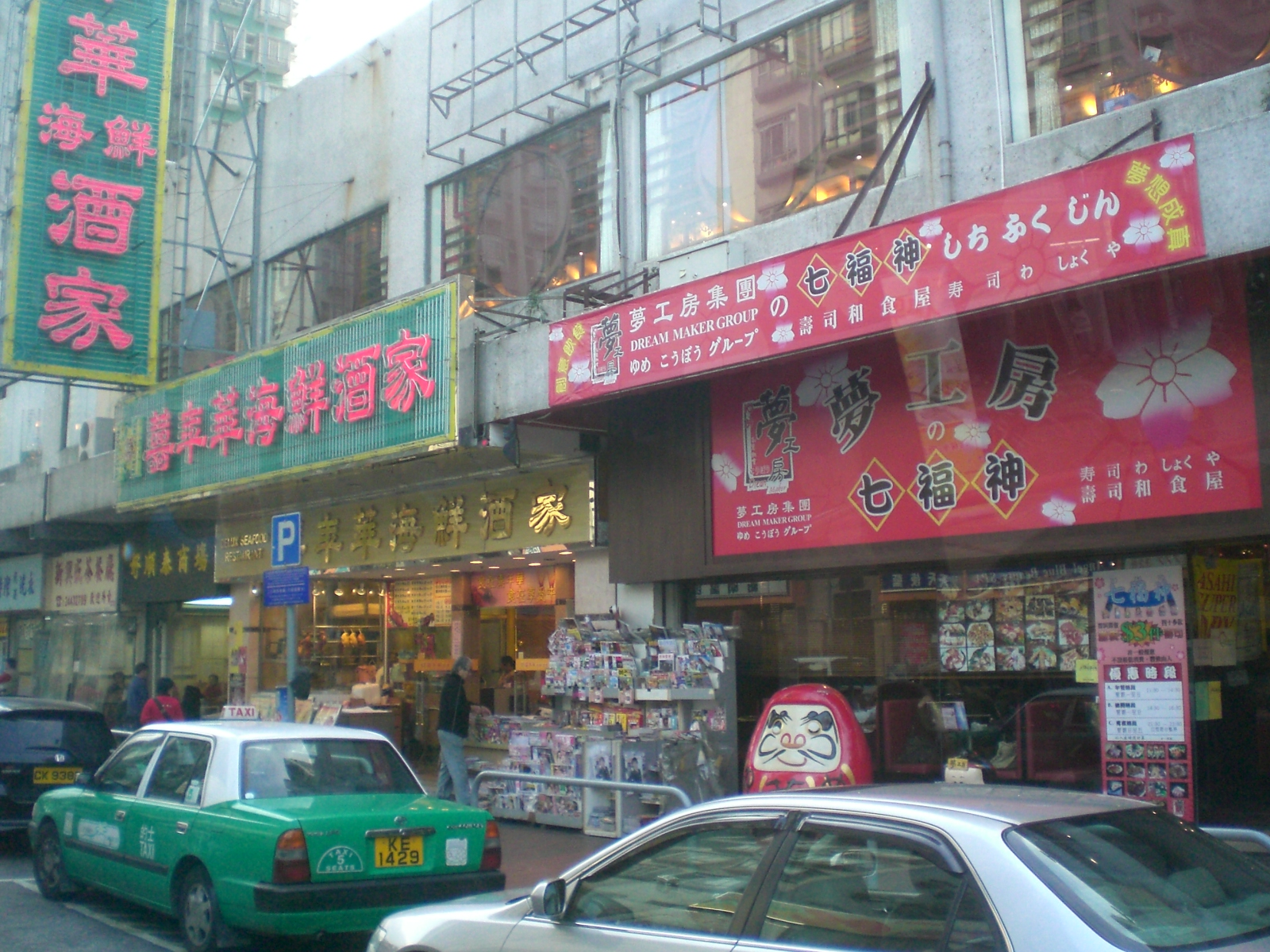
西菁街近元朗千色廣場
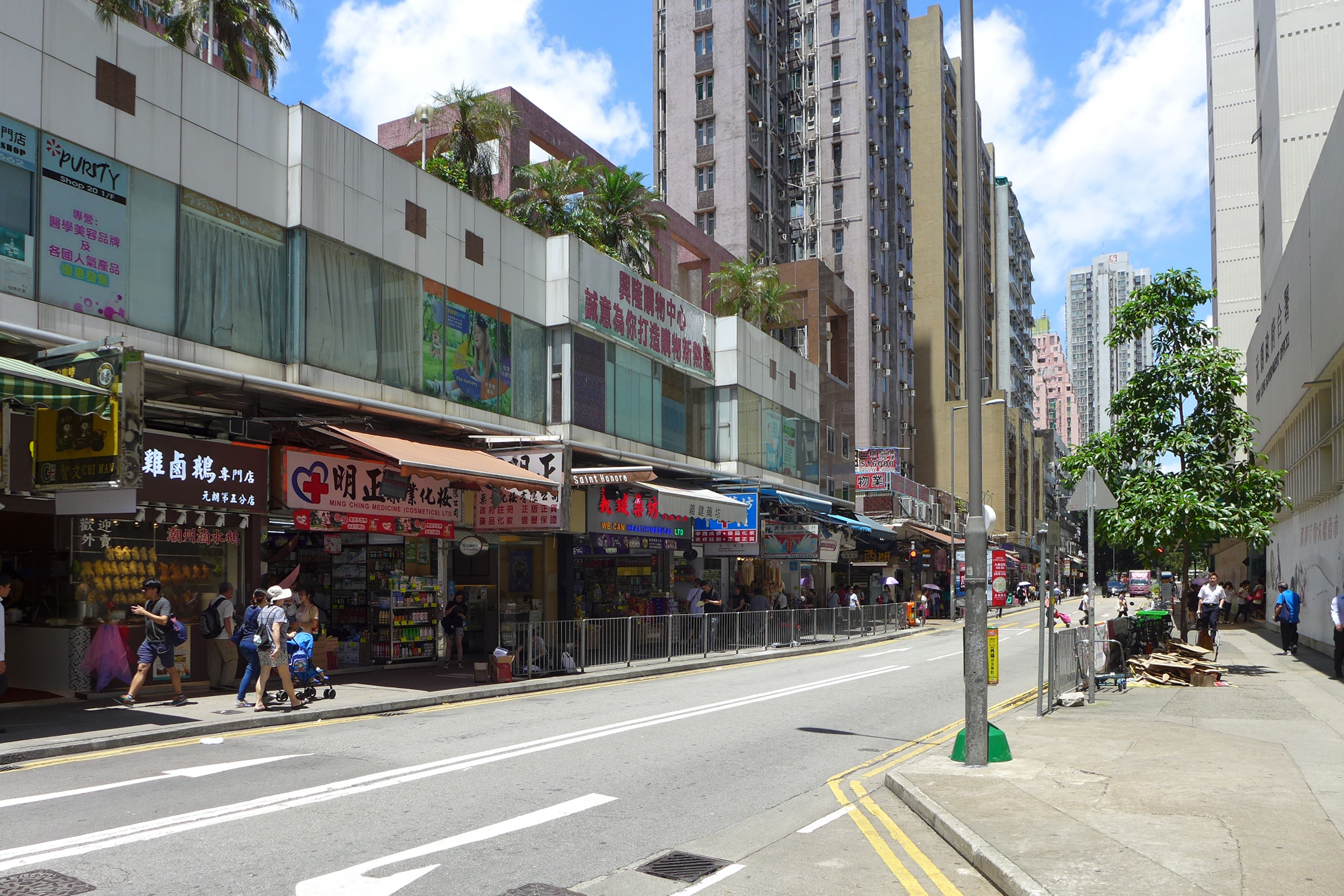
壽富街一帶的藥房
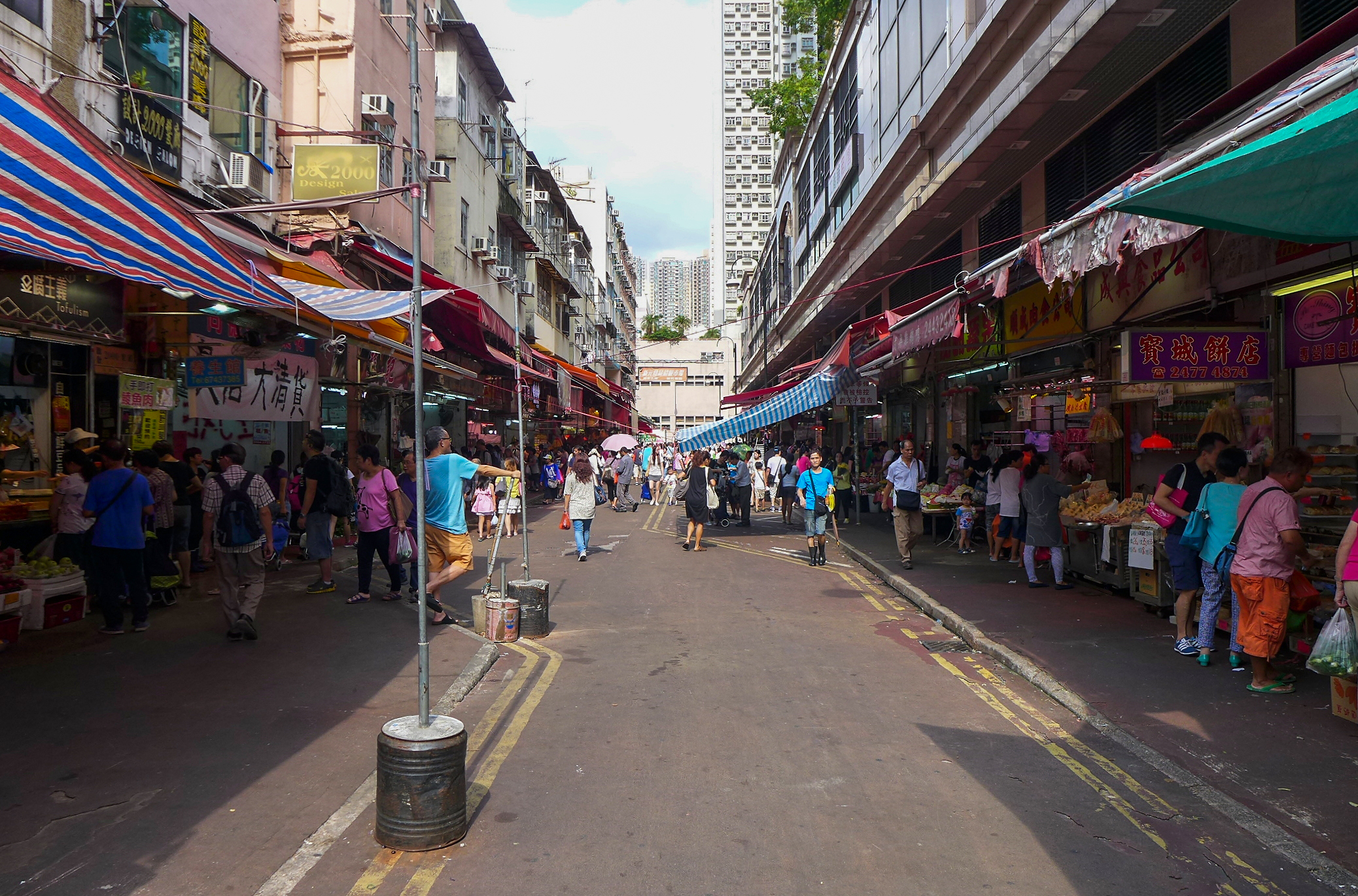
牡丹街一帶的商店
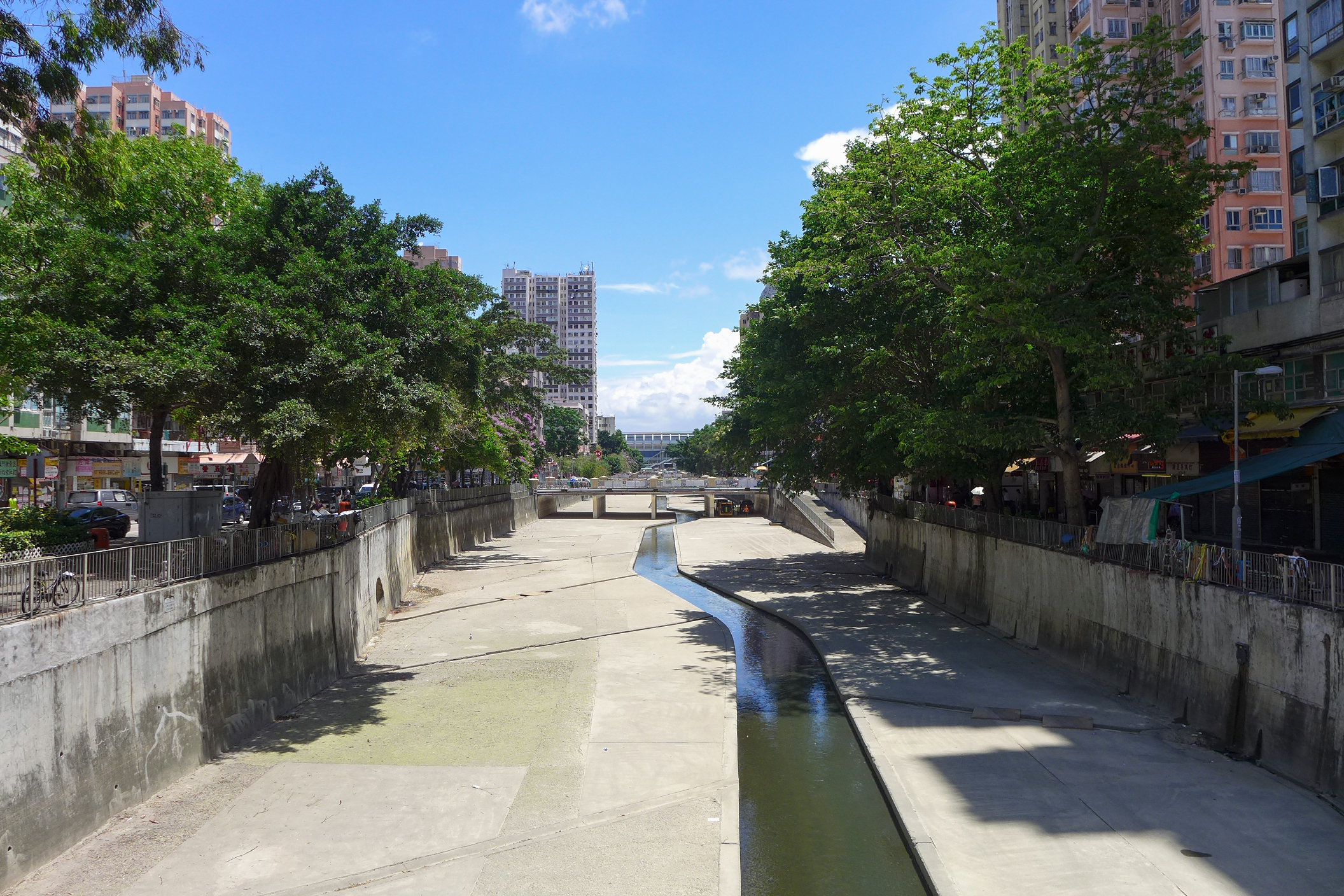
山貝河

## 區議會議席分佈
由於鄰近元朗市中心的十八鄉部分地點被發展商收購後，興建成不同的私人屋苑，日漸城市化、融入元朗市中心。這類屋苑往往被劃入元朗市中心的選區範圍內，故現時以元朗市中心所包括的區議會議席亦包括部分原屬十八鄉的地點。為方便比較，以下列表東西方向包括洪天路、朗天路青山公路－屏山段交界（水邊圍交匯處）至青山公路元朗段博愛交匯處交界的沿線地區，而南北方向則以公園南路、馬田路、馬棠路、鳳翔路、港攸路以北，朗屏邨、元朗工業邨、東頭工業區及屯馬綫元朗站以南為範圍。
| 年度/範圍            | 2000-2003                                  | 2004-2007                                  | 2008-2011                                      | 2012-2015                                      | 2016-2019                                      | 2020-2023                                                    |
| -------------------- | ------------------------------------------ | ------------------------------------------ | ---------------------------------------------- | ---------------------------------------------- | ---------------------------------------------- | ------------------------------------------------------------ |
| 青山公路－元朗段以北 | 南屏選區、北朗選區、大橋選區及部分水邊選區 | 南屏選區、北朗選區、大橋選區及部分水邊選區 | 南屏選區、北朗選區、元朗中心選區及部分水邊選區 | 南屏選區、北朗選區、元朗中心選區及部分水邊選區 | 南屏選區、北朗選區、元朗中心選區及部分水邊選區 | 南屏選區、北朗選區、元朗中心選區、元朗東頭選區及部分水邊選區 |
| 青山公路－元朗段以南 | 豐年選區、水邊選區及鳳翔選區               | 豐年選區、水邊選區及鳳翔選區               | 豐年選區、水邊選區及鳳翔選區                   | 豐年選區、水邊選區及鳳翔選區                   | 豐年選區、水邊選區、鳳翔選區及元龍選區         | 豐年選區、水邊選區、鳳翔選區及元龍選區                       |

註：以上主要範圍尚有其他細微調整（包括編號），請參閱有關區議會選舉選區分界地圖及條目。

## 相關參見
- 元朗行人天橋系統
- 雞地

### 註腳

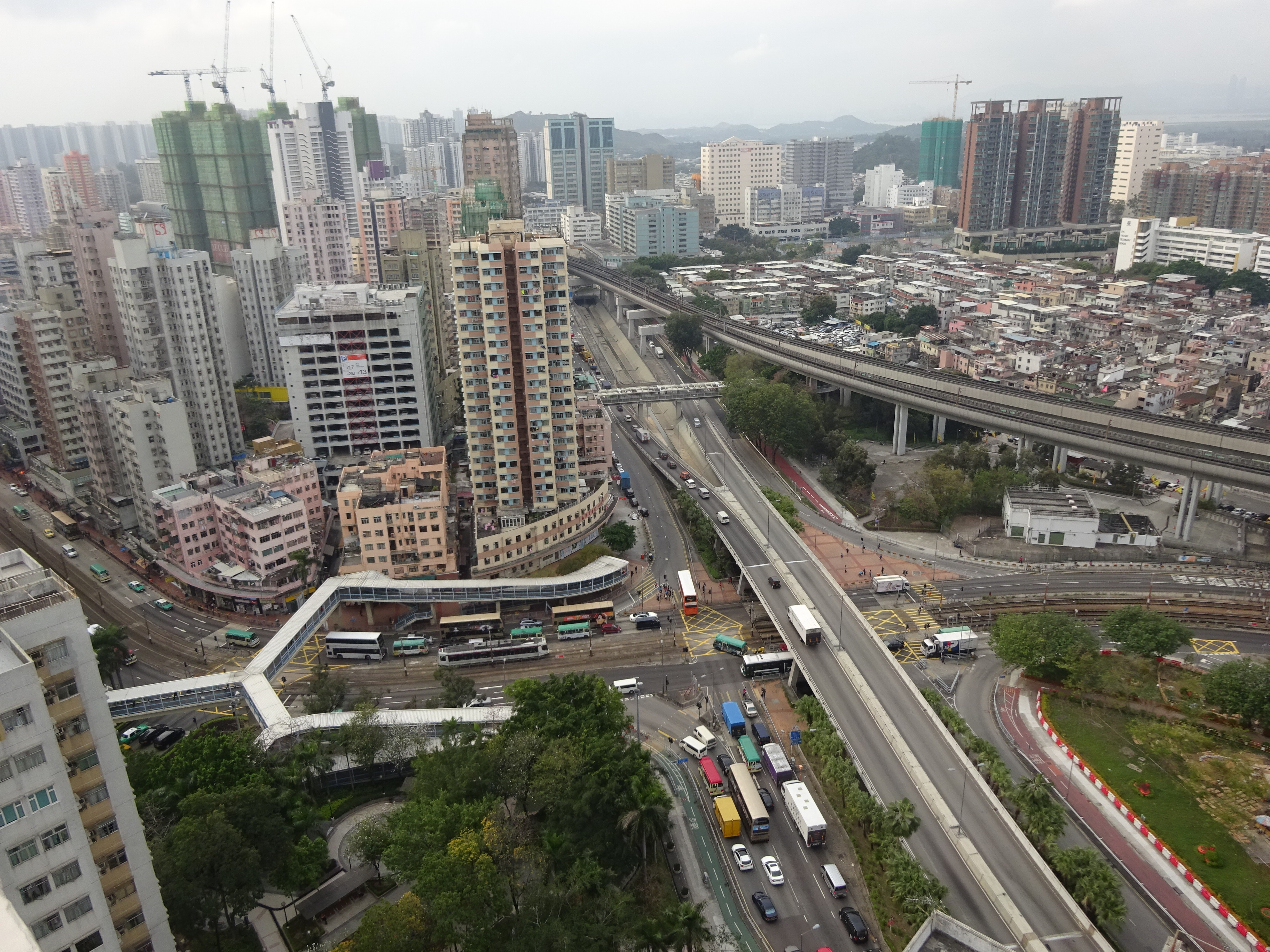
元朗市中心 (2016年)

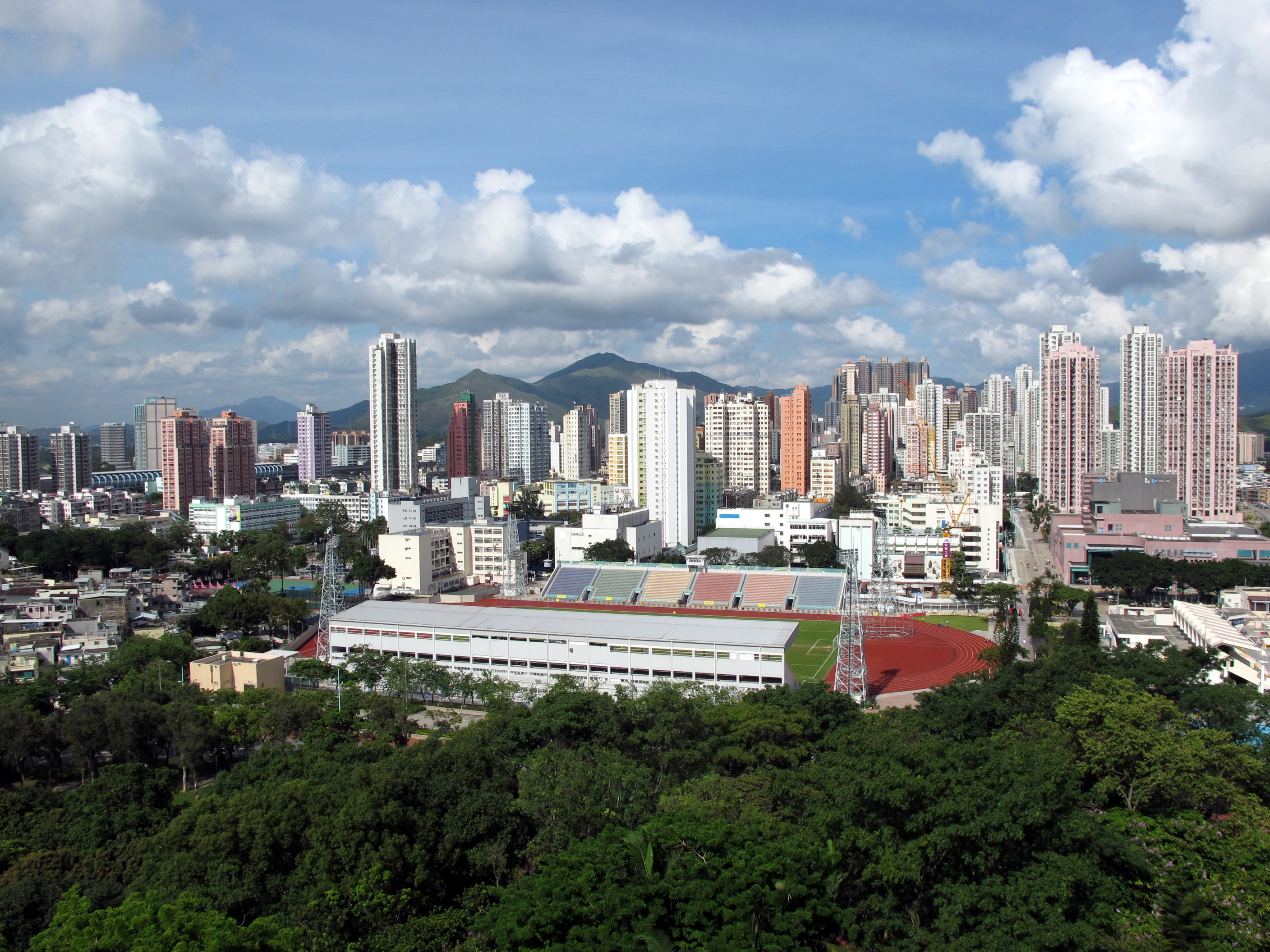
元朗市中心建有各式新舊樓宇

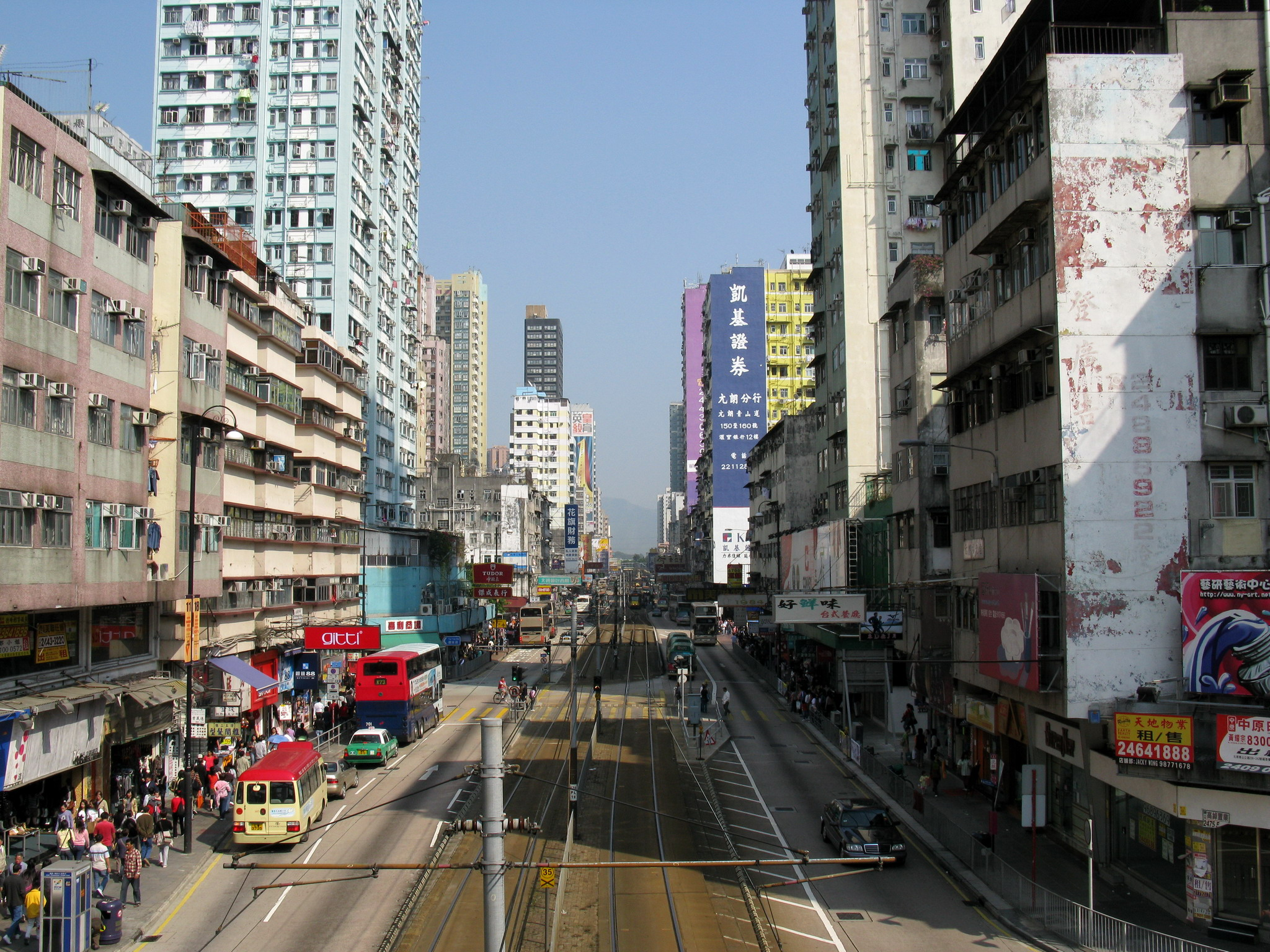
元朗市中心青山公路元朗段

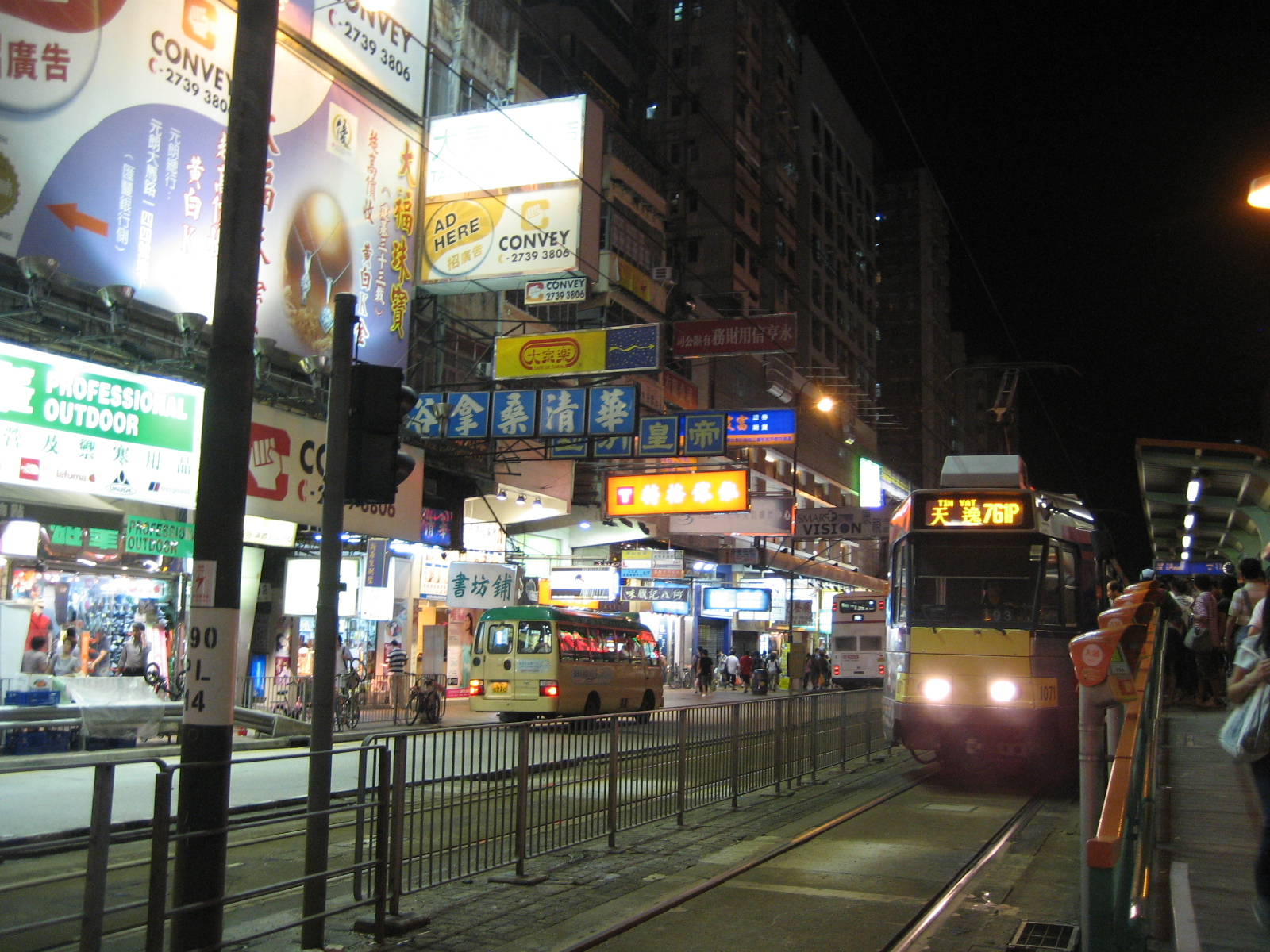
晚間的元朗市中心，大棠路輕鐵站

1. ↑  現在大部份指向元朗市中心的交通指示牌，也只是用簡稱「元朗市」來代替。
2. ↑  英文多直接使用“Yuen Long San Hui”，對應「元朗新墟」的概念，與“Yuen Long Kau Hui”（元朗舊墟）作區分。

### 引用
1. ↑  .   [2008-06-30]. （原始内容存档于2008-06-06）.
2. ↑  .   [2008-06-30]. （原始内容存档于2008-04-24）.
3. ↑  . on.cc東網. 2017-08-12  [2021-07-03]. （原始内容存档于2021-07-09） （中文（香港））.

## 外部連結
- 元朗網站 Yuen Long Special （页面存档备份，存于）
- 元朗遊記 The Incredible Journey of Yuen Long